# Еньши
Еньши (кит. спр. 恩施市, піньїнь: Ēnshī Shì) — місто-повіт в центральнокитайській провінції Хубей, адміністративний центр Еньши-Туцзя-Мяоської автономної префектури.

## Географія
Еньши розташовується на заході провінції.

### Клімат
Місто знаходиться у зоні, котра характеризується вологим субтропічним кліматом. Найтепліший місяць — липень із середньою температурою 28.3 °C (83 °F). Найхолодніший місяць — січень, із середньою температурою 5.6 °С (42 °F).
| Клімат Еньши            | Клімат Еньши | Клімат Еньши | Клімат Еньши | Клімат Еньши | Клімат Еньши | Клімат Еньши | Клімат Еньши | Клімат Еньши | Клімат Еньши | Клімат Еньши | Клімат Еньши | Клімат Еньши | Клімат Еньши |
| Показник                | Січ.         | Лют.         | Бер.         | Квіт.        | Трав.        | Черв.        | Лип.         | Серп.        | Вер.         | Жовт.        | Лист.        | Груд.        | Рік          |
| Абсолютний максимум, °C | 16           | 22           | 28           | 32           | 37           | 37           | 38           | 41           | 36           | 32           | 25           | 16           | 41           |
| Середній максимум, °C   | 9            | 11           | 16           | 22           | 25           | 30           | 33           | 32           | 28           | 22           | 15           | 10           | 21           |
| Середня температура, °C | 5            | 7            | 12           | 17           | 20           | 25           | 28           | 27           | 23           | 17           | 12           | 7            | 16           |
| Середній мінімум, °C    | 1            | 3            | 8            | 12           | 16           | 20           | 23           | 22           | 18           | 13           | 9            | 4            | 12           |
| Абсолютний мінімум, °C  | −5           | −2           | 0            | 5            | 7            | 16           | 17           | 17           | 12           | 5            | 0            | −3           | −5           |
| Норма опадів, мм        | 10           | 30           | 70           | 100          | 170          | 150          | 220          | 130          | 210          | 120          | 60           | 40           | 1370         |
| Вологість повітря, %    | 80           | 79           | 81           | 79           | 80           | 79           | 79           | 78           | 76           | 81           | 86           | 87           | 80           |
| ----------------------- | ------------ | ------------ | ------------ | ------------ | ------------ | ------------ | ------------ | ------------ | ------------ | ------------ | ------------ | ------------ | ------------ |
| Джерело: Weatherbase    |              |              |              |              |              |              |              |              |              |              |              |              |              |